# Obligatierating
Een obligatierating of kredietrating (kortweg "rating") ook wel kredietstatus of kredietbeoordeling is een oordeel over de kredietwaardigheid van de uitgever van een obligatie in de vorm van een "rapportcijfer". De kans wordt geschat dat de verplichtingen uit hoofde van die obligatie zonder problemen worden voldaan.
Kredietratings wijzen dus op de mate waarin een ontlenende onderneming in staat geacht wordt te kunnen voldoen aan haar financiële verplichtingen (zoals bijvoorbeeld de terugbetaling van een lening): hoe beter de rating, hoe hoger de kans is dat de onderneming dit zal kunnen en vice versa.

## Toekenning rating
Een rating wordt toegekend door een daarin gespecialiseerd bedrijf, meestal op verzoek van een emittent en op diens kosten. De grootste ratingbureaus zijn Moody's Investors Service, Standard & Poor's en Fitch. Het is gebruikelijk dat de institutionele beleggers in hun beleggingsvoorschriften minimum-ratings hebben opgenomen. Het overgrote deel van de nieuw geëmitteerde obligaties heeft een rating. De uitgevende instelling van de obligatie betaalt een vergoeding aan de ratingbureaus om een rating af te geven.
Het toekennen van een rating gebeurt na een (vaak omvangrijk) initieel onderzoek, en er is een jaarlijkse herhalingstoets. In geval er op enig moment twijfels ontstaan of een toegekende rating nog correct is, wordt vrij regelmatig aangekondigd dat de rating aan herziening is onderworpen. De rating is dan "on watch" geplaatst. Hierbij wordt meestal vermeld of een opwaartse ("positive outlook") dan wel een neerwaartse ("negative outlook") herziening te verwachten is.
Bij het onderzoek wordt gekeken naar de financiële positie van een emittent, en naar zaken als door derden verstrekte garanties, de rol die houdstermaatschappijen in een concernverhouding spelen, et cetera. Bij een staatslening wordt typisch gekeken naar de omvang van de staatsschuld, het begrotingsbeleid, inflatieverwachtingen, concurrentiepositie en dergelijke.

## Benaderingen ratingbureaus
| Moody's       | Moody's       | S&P           | S&P           | Fitch         | Fitch         | Kwaliteit                                                                       |
| ------------- | ------------- | ------------- | ------------- | ------------- | ------------- | ------------------------------------------------------------------------------- |
| Lange termijn | Korte termijn | Lange termijn | Korte termijn | Lange termijn | Korte termijn |                                                                                 |
| Aaa           | P-1           | AAA           | A-1+          | AAA           | A1+           | Uitzonderlijke kwaliteit (prime)                                                |
| Aa1           | P-1           | AA+           | A-1+          | AA+           | A1+           | Uitstekende kwaliteit (high grade)                                              |
| Aa2           | P-1           | AA            | A-1+          | AA            | A1+           | Uitstekende kwaliteit (high grade)                                              |
| Aa3           | P-1           | AA-           | A-1+          | AA-           | A1+           | Uitstekende kwaliteit (high grade)                                              |
| A1            | P-1           | A+            | A-1           | A+            | A1            | Goede kwaliteit (upper medium grade)                                            |
| A2            | P-1           | A             | A-1           | A             | A1            | Goede kwaliteit (upper medium grade)                                            |
| A3            | P-2           | A-            | A-2           | A-            | A2            | Goede kwaliteit (upper medium grade)                                            |
| Baa1          | P-2           | BBB+          | A-2           | BBB+          | A2            | Aanvaardbare kwaliteit (lower medium grade)                                     |
| Baa2          | P-3           | BBB           | A-3           | BBB           | A3            | Aanvaardbare kwaliteit (lower medium grade)                                     |
| Baa3          | P-3           | BBB-          | A-3           | BBB-          | A3            | Aanvaardbare kwaliteit (lower medium grade)                                     |
| Ba1           | Not Prime     | BB+           | B             | BB+           | B             | Labiel (non-investment grade speculative)                                       |
| Ba2           | Not Prime     | BB            | B             | BB            | B             | Labiel (non-investment grade speculative)                                       |
| Ba3           | Not Prime     | BB-           | B             | BB-           | B             | Labiel (non-investment grade speculative)                                       |
| B1            | Not Prime     | B+            | B             | B+            | B             | Zwak (highly speculative)                                                       |
| B2            | Not Prime     | B             | B             | B             | B             | Zwak (highly speculative)                                                       |
| B3            | Not Prime     | B-            | B             | B-            | B             | Zwak (highly speculative)                                                       |
| Caa           | Not Prime     | CCC+          | C             | CCC           | C             | Zeer zwak (substantial risks)                                                   |
| Ca            | Not Prime     | CCC           | C             | CCC           | C             | Zeer zwak (extremely speculative)                                               |
| C             | Not Prime     | CCC-          | C             | CCC           | C             | Interestbetalingen zijn gestaakt (in default with little prospect for recovery) |
| /             | Not Prime     | D             | /             | DDD           | /             | Alle betalingen zijn gestaakt (in default)                                      |
| /             | Not Prime     | D             | /             | DD            | /             | Alle betalingen zijn gestaakt (in default)                                      |
| /             | Not Prime     | D             | /             | D             | /             | Alle betalingen zijn gestaakt (in default)                                      |

De door de verschillende bureaus gehanteerde benadering is enigszins verschillend, met het gevolg dat dezelfde obligatie door de diverse bureaus verschillende ratings toegekend kan krijgen. De door Moody’s respectievelijk Standard & Poor's gehanteerde ratings zijn: Moody's Aaa, Aa1, Aa2, Aa3, A1, A2, A3, en dezelfde gradaties in B en C; Standard & Poor's AAA, AA+, AA, AA-, A+, A, A-, en dezelfde gradaties in B en C. Categorie D betekent bij beide bureaus dat de emittent failliet is. Deze ratings gelden voor langer lopende obligaties. Voor kortlopend schuldpapier worden andere ratings aangehouden.
In veel gevallen komen de bureaus op eenzelfde rating uit, doch omdat de aanpak van beide bureaus verschillend is, komen ook verschillen in rating voor. Een dergelijk verschil deed zich in 2002 voor ten aanzien van Duitse Pfandbriefe, hetgeen tot enige commotie op de obligatiemarkten leidde. (Moody's kijkt in eerste instantie naar de merites van de individuele obligatie, terwijl Standard & Poor's primair uitgaat van de rating van de "moeder" en daar, al naargelang de beoordeling van de geboden bijzondere zekerheden, een aantal trappen ("notches") aan toevoegt.)
Bij tamelijk veel obligaties is sprake van een preferente claim van de houders van de obligaties op de met de opbrengst van de obligaties gefinancierde activa. Dit leidt in veel gevallen tot een hogere rating dan zonder die preferentie het geval zou zijn.
In het algemeen wordt aangenomen dat obligaties tot en met A3 c.q. A- nog redelijk veilig zijn in die zin dat de kans op betalingsproblemen niet zeer groot is. Bij lagere ratings begint dat risico toch een omvang van "niet meer verwaarloosbaar" te krijgen.
Institutionele beleggers zullen in het algemeen slechts obligaties met rating van Baa3/BBB- of hoger ("investment grade") willen aanhouden. Soms wordt een deel van de portefeuille "apart gezet" voor belegging in obligaties met een lagere rating. Dit zal meestal een vrij gering deel van het totaal aan beleggingen betreffen. Ook stringentere rating-eisen komen voor.
Het verlagen van een rating komt niet vaak voor, maar is als het gebeurt wel buitengewoon vervelend. De waarde van uitstaande obligaties zal vaak met enkele procenten dalen (wat naar obligatiemaatstaven tamelijk veel is), en de verhandelbaarheid van dergelijke obligaties zal in ieder geval de eerste maanden sterk teruglopen. Reeds het enkele gerucht omtrent mogelijke problemen rond een rating heeft al de nodige gevolgen voor de handel.
Het slechte beursklimaat sinds het einde van de dotcom-hausse heeft voor diverse emittenten in de financiële sector (en met name voor verzekeringsmaatschappijen) tot rating-verlagingen geleid. Diverse gerenommeerde Europese (her-)verzekeringsmaatschappijen hebben thans ratings die meerdere "notches" lager zijn dan daarvoor. Een dergelijk over langere tijd uitgespreid proces van ratingverlaging staat bekend als "rating drift".
Obligatieratings hebben uitsluitend betrekking op de vraag of problemen te verwachten zijn ten aanzien van de betaling van hetgeen uit hoofde van de obligatie verschuldigd is. Ze doen dus geen uitspraak omtrent de algemene winstgevendheid van een onderneming, en zeggen met name niets omtrent de aantrekkelijkheid van aandelen in die onderneming als beleggingsobject.
Leningen met een Aaa/AAA-rating zijn in de meeste gevallen uitgegeven door een overheid, of worden door een overheid gegarandeerd. Een uitzondering hierop wordt gevormd door leningen waarbij hypothecaire vorderingen als zekerheid zijn verstrekt.
| AAA | AA | A | BBB | BB | B | CCC | CC/D |

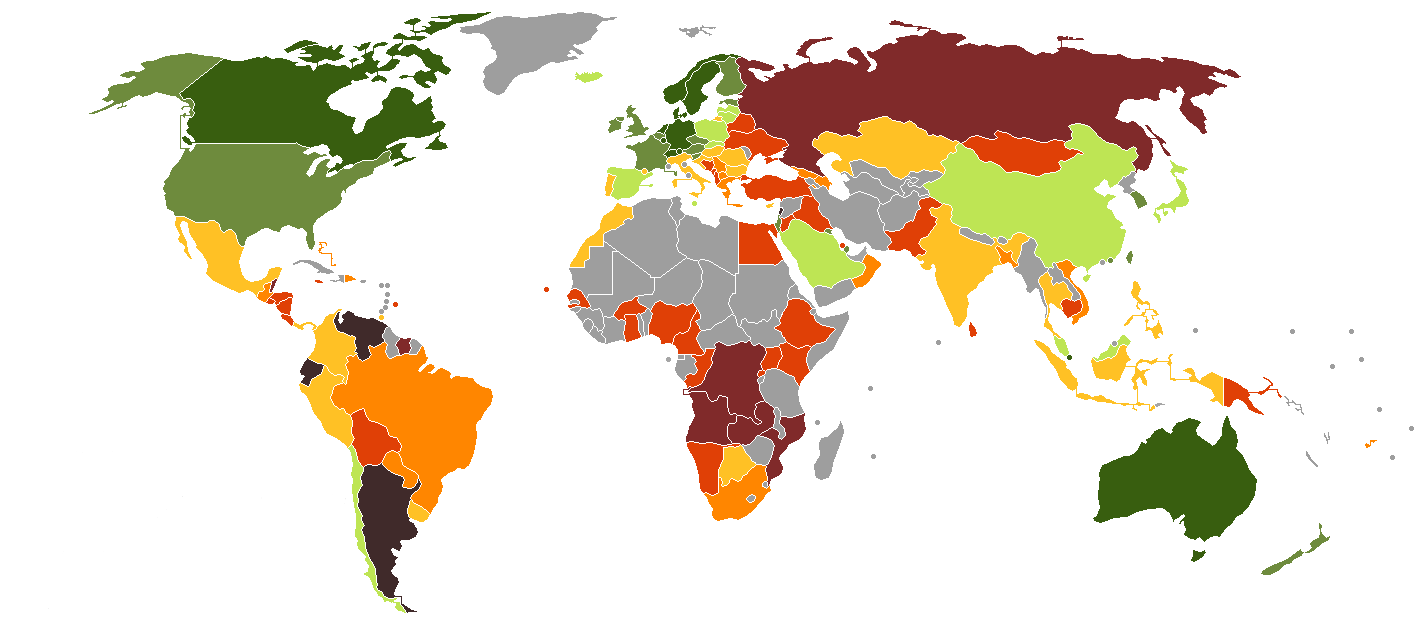
Standard & Poor's waarderingen van staatsleningen (2017)

Hoewel de Nederlandse staatsleningen sinds jaar en dag een Aaa/AAA-rating hadden, is een dergelijke rating geenszins vanzelfsprekend. De Japanse staat zag zijn rating in de jaren 1990 diverse malen verlaagd. Omgekeerd komen ratingverhogingen ook voor: de Spaanse overheid zag zijn begrotingsdiscipline in de tweede helft van de jaren 1990 beloond met een ratingverhoging. In januari 2008 werd de rating van Spaanse staatsleningen door Standard & Poor's echter weer verlaagd, onder invloed van de kredietcrisis; Fitch volgde in mei 2010. De door de kredietcrisis veroorzaakte sterke toename van de (potentiële) verplichtingen van de Ierse staat leidde op 30 maart 2009 tot een verlaging van de rating door Standard & Poor van AAA tot AA+ (met een "negative outlook"). Ook overigens leidde de kredietcrisis veelvuldig tot ratingverlagingen. Hierbij deden zich soms opmerkelijke verschillen voor: op 28 april 2010, tijdens de crisis rond Griekse staatsleningen, hanteerde Moody's voor deze debiteur een rating van A3, en Standard & Poor's van BB+. Tijdens de Europese staatsschuldencrisis kwamen ratingverlagingen, in mindere of meerdere mate verwacht, zeer veelvuldig voor.
Obligatieratings doen ook geen uitspraak over het gedrag van een individuele lening ten opzichte van andere leningen met eenzelfde rating. Dit kan zich bijvoorbeeld voordoen bij covered bonds: hoewel deze vaak eenzelfde rating hebben als staatsleningen kan, op de korte termijn, de koersontwikkeling verschillend zijn, door een verandering in de risicoperceptie op de kapitaalmarkt. Dit doet zich met name voor bij crisissituaties op financiële markten, waarbij een "flight to quality" optreedt: beleggers kopen dan op grote schaal staatsleningen. De koersen van die staatsleningen stijgen dan, zodat, in ieder geval op de korte termijn, het rendement op die andere leningen achterblijft.

## Kritiek op ratingbureaus
In augustus 2007 werd van diverse zijden kritiek geuit op ratingbureaus: ze zouden niet snel genoeg hebben gereageerd op negatieve ontwikkelingen op de Amerikaanse woningmarkt, die tot ratingverlagingen van daarmee samenhangende, door hen van een rating voorziene obligaties had behoren te leiden. Op 16 augustus 2007 kondigde de Europese Commissie een onderzoek aan.
Op 4 september 2007 kondigde het House Financial Services Committee, een commissie van het Amerikaanse Huis van Afgevaardigden, aan een onderzoek te zullen instellen naar de rol die ratingbureaus hebben gespeeld bij de problemen op de Amerikaanse hypothekenmarkt. Op 9 juli 2008 publiceerde de Amerikaanse toezichthouder Securities and Exchange Commission een rapport waarin werd vastgesteld dat bij het toekennen van ratings aan gestructureerde producten zoals residential mortgage-backed securities en collateralized debt obligations "significante zwakheden" waren gevonden.
Een ander punt van kritiek ligt in het feit dat ratingbureaus private instanties zijn, die door de uitgevers zelf betaald worden. Dit zou leiden tot een zekere belangenverstrengeling: aan de ene kant wil men een zo betrouwbare rating afgeven, maar aan de andere kant wil men een klant niet voor het hoofd stoten. Na de kredietcrisis kregen de bureaus het verwijt dat ze banken niet kritisch hadden bekeken omdat ze door die banken betaald werden. Een alternatief is wellicht het betalen van ratingbureaus uit een algemene heffing op obligaties, maar er is nooit serieus werk gemaakt van een dergelijk plan.
Op 29 oktober 2008 werd bekendgemaakt dat de EU voornemens zou zijn om het toezicht op ratingbureaus te verscherpen. De Europese Commissie kondigde op 3 juni plannen aan voor een Europese toezichthouder op rating agencies. Voor de Europese markt zijn de spelregels voor kredietbeoordelaars vastgelegd in Europese verordening 1060/2009, waarbij de toezichthoudende taak toevalt aan ESMA. Toezichthouders in andere landen zijn respectievelijk SEC (VS), FSA (VK) en FINMA (Zwitserland).
Met name de zeer plotselinge ratingverlaging door Moody's van Portugal in juli 2011, met vier "notches" tegelijk van Baa1 naar Ba2 - voor zover men zich in de financiële branche kon herinneren door grootste ratingverlaging van een land in één keer - leidde tot hevige kritiek (o.a. van ECB-president Trichet, EU-commissievoorzitter Barroso en de Duitse minister van Financiën Schäuble; de Portugese regering noemde de beslissing "based more on opinion than on evidence".
Een ander kritiekpunt is dat de markt voor kredietratings zodanig oligopool is, dat de Grote Drie hier oneigenlijk voordeel uit halen. Ook de Eurpese regelgeving en het vergunningsstelsel zouden, ondanks beschermingsbepalingen voor kleinere ratingsbureau´s, de Grote Drie zodanig bevoordelen dat ze op de belangrijkste marktsegmenten vrijwel geen concurrentie hebben.

## Unsolicited ratings
Op 6 december 2007 trok Standard & Poor's de ratings van Nederlandse staatsleningen in nadat het Agentschap van het Ministerie van Financiën, dat voor de Staat der Nederlanden de uitgifte van staatsleningen verzorgt, niet bereid bleek voor het toekennen van ratings te betalen. De rating van Moody's (AAA) bleef gehandhaafd. Naderhand gaf Standard & Poor's anno 2011 de Nederlandse obligaties weer een waardering, nu voorzien van de opmerking 'unsolicited' (ongevraagd), net als bij 14 andere landen.
Sindsdien is het steeds minder gebruikelijk geworden voor overheden om voor ratings te betalen. Ratingbureau´s geven toch ratings op deze staten (en soms ook op belangrijke bedrijven), omwille van marktbekendheid en omdat ratingbureaus de ratings van soevereine entiteiten nodig hebben voor de ratings van bedrijven en leningen die banden met deze staten hebben, alsmede voor andere gerelateerde producten die ze aanbieden. Voor ratingbureau´s zijn unsolicited ratings daarom een manier om hun product te verbeteren en hun marktbekendheid te vergroten, maar aan de andere kant slorpen unsolicited ratings analytische capaciteit op en leveren ze op zichzelf geen inkomsten op (het zijn typische ´honden´ in de BCG-matrix). Een ander nadeel is dat de ongevraagd gerate instelling niet altijd wil meewerken; in het slechtste geval moet het ratingbureau zich dan baseren op publieke informatie.
Overigens kan een unsolicited rating soms toch direct geld opleveren, omdat een derde partij soms om de rating vraagt en hiervoor betaalt. Unsolicited ratings moeten onder de Europese regelgeving verplicht melding maken van het feit dat ze ongevraagd zijn, en er moet duidelijk aangegeven worden in hoeverre het bedrijf of de overheid desondanks heeft meegewerkt.

## Poging tot doorbraak van het oligopolie
Een kritiekpunt is dat de markt voor kredietratings zeer geconcentreerd is met een HH-score van boven de 4,000 en dat de Amerikaanse Grote Drie (Standard & Poor´s, Fitch en Moody´s) een oligopolie hebben en in stand houden, mede door de regelgeving die hen bevoordeelt. Voor veel regulatoire vereisten zijn immers hoge investeringen nodig, die grote kantoren zich beter kunnen veroorloven. Bovendien doen boetes bij misstappen de grote kantoren minder pijn dan de kleinere. De meeste kleinere bureau´s zijn dan ook nichekantoren of kantoren die een vaste klantenkring bedienen. Toch zijn er pogingen ondernomen om het monopolie van de Grote Drie te doorbreken.
In juli 2010 publiceerde het (tot dan vrij onbekende) Chinese ratingbureau Dagong Global Credit Rating Co. ratings voor een 50-tal landen. Het bureau presenteerde zich als het Chinese alternatief voor de Grote Drie. Slechts enkele landen kregen een AAA-rating; de VS waardeerde men op AA, Nederland op AA+, België op A+. In oktober 2013 verlaagde Dagong de rating van de VS van A naar A-, naar aanleiding van de Begrotingscrisis van de Verenigde Staten van 2013. Dagong kreeg uiteindelijk geen vergunning in de Verenigde Staten omdat de Amerikaanse toezichthouder geen toezicht kreeg tot het hoofdkantoor in Beijing voor huisbezoeken. Het bureau kwam in 2018 opspraak en moest de activiteiten staken na aantijgingen van corruptie en manipulatie van ratings. Een groot kritiekpunt was dat vooral landen die China gunstig gezind zijn en bedrijven die met China handelen, betere ratings kregen. Het trok zich terug van de Europese markt en is genationaliseerd. Sindsdien focust het zich nog uitsluitend op de Chinese markt.
In de jaren ´20 van de 21e eeuw verscheen een nieuwe uitdager op het toneel, namelijk het Duitse ratingbureau Scope Ratings. Dit bureau tracht zichzelf te presenteren als het Europese alternatief voor de Grote Drie. Eind 2023 bleek dit echter in grote financiele problemen te verkeren en al jaren niet winstgevend te zijn.

## Ratingverlaging Verenigde Staten
Op 16 mei 2025 verlaagde Moody's de rating van Amerikaanse staatsobligaties van Aaa tot Aa1.
 